# Takamasa Yoshizaka
Takamasa Yoshizaka (吉阪 隆正, Yoshizaka Takamasa), 13 février 1917—17 décembre 1980, nom de famille également romanisé Yosizaka, est un architecte japonais ancien président de l'Institut d'architecture du Japon et alpiniste chevronné.
Après des études à l'université, il fait partie de l'atelier de Le Corbusier à Paris pendant deux ans travaillant sur des projets en France et en Inde. Après son retour au Japon, il collabore avec Le Corbusier à la conception du musée national de l'art occidental à Tokyo en 1959. Il crée son propre cabinet appelé l'« Atelier U » en 1964.
Il propose une théorie de l'« unité discontinue » et traduit de nombreuses œuvres de Le Corbusier du français vers le japonais.

## Biographie

### Jeunesse
Né dans le quartier Koishikawa de l'arrondissement de Bunkyō-ku à Tokyo, Takamasa Yoshizaka est le fils premier-né de Toshizo et Hanako Yoshizaka. En 1921, il part avec sa famille à Genève, où son père est fonctionnaire envoyé par le gouvernement japonais pour la mise en place de l'Organisation internationale du travail. Ils rentrent au Japon en 1923 et déménagent pour le quartier Hyakunin-cho dans l'arrondissement de Shinjuku à Tokyo.
Après avoir intégré le département d'architecture de l'université Waseda en 1938, il est diplômé en 1943 avant d'être enrôlé dans l'armée. Au retour de la guerre, il revient vivre à nouveau dans Shinjuku, mais construit lui-même une maison car la précédente a été incendiée lors du bombardement américain du 25 mai 1945.
En 1950, il accepte une bourse du gouvernement français pour travailler et étudier l'architecture en France où il reste deux ans dans l'atelier de Le Corbusier à Paris.

### En compagnie de Le Corbusier
Yoshizaka arrive à Marseille à la fin du mois de septembre 1950. Le 24 septembre 1950, il visite une unité d'habitation de Le Corbusier alors en construction. Deux semaines plus tard, il est à Paris au cabinet de Le Corbusier.
Il travaille à cette époque sur un certain nombre de projets dont la supervision du chantier de l'unité d'habitation de Marseille, le bâtiment de la Haute-Cour à Chandigarh et l'unité d'habitation Rezé.
En 1951, un autre groupe d'étudiants japonais vient en France pour étudier. Parmi eux se trouve Ura Taro, un mathématicien. Lui et Yoshizaka deviennent amis et Ura demande à Yoshizaka de concevoir sa maison à son retour au Japon.

### Retour au Japon

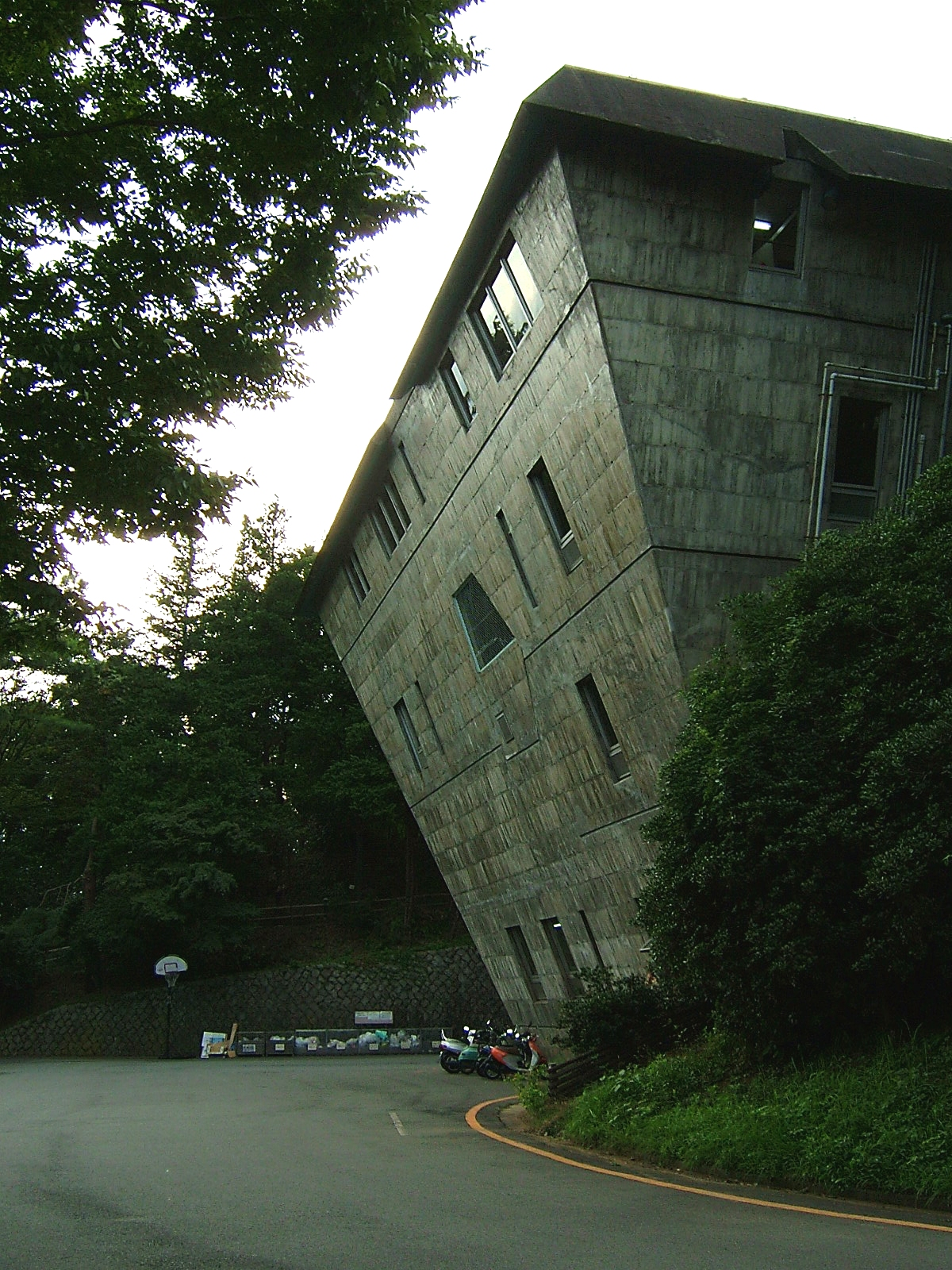
Inter-University Seminar House, à Hachiōji.

À son retour au Japon à la fin de 1952, il poursuit ses propres travaux. En 1959, il est nommé professeur d'architecture à l'Université Waseda avant de créer son propre cabinet, l'« Atelier U » en 1964

## Travail

### Théorie: Unité discontinue
« L'unité discontinue implique l'étude des lois naturelles, de l'autonomie et de l'individualité des systèmes et de la construction de toute la nature, y compris le cosmos et la découverte des règles et des modes relationnels entre ces choses et l'humanité ainsi que l'environnement de la vie humaine. Yoshizaka et son équipe tentent alors d'appliquer cette conception comme idéologie de base à toute la conception et à la planification incluses dans l'environnement humain : l'architecture, l'urbanisme et même les espaces cosmiques. »

— Hiroki Onobayashi

### Textes
Yoshizaka rend nombre des textes de Le Corbusier accessibles à ses concitoyens en les traduisant du français au japonais. Parmi ces traductions figurent les ouvrages relatifs au système modulor des proportions.
- Chandigarh: the new capital of Punjab, India, 1951, Tokyo, A.D.A Edita (1974)
- L'Unité d'Habitation, Berlin, West Germany 1956-58, Tokyo, A.D.A Edita (1972)
- Chapell Notre Dame du Haut, Ronchamp, France, 1950-54, Tokyo, A.D.A Edita (1971)
- Group Organization and Physical Structure, Japan Architect, avril 1966

### Quelques réalisations

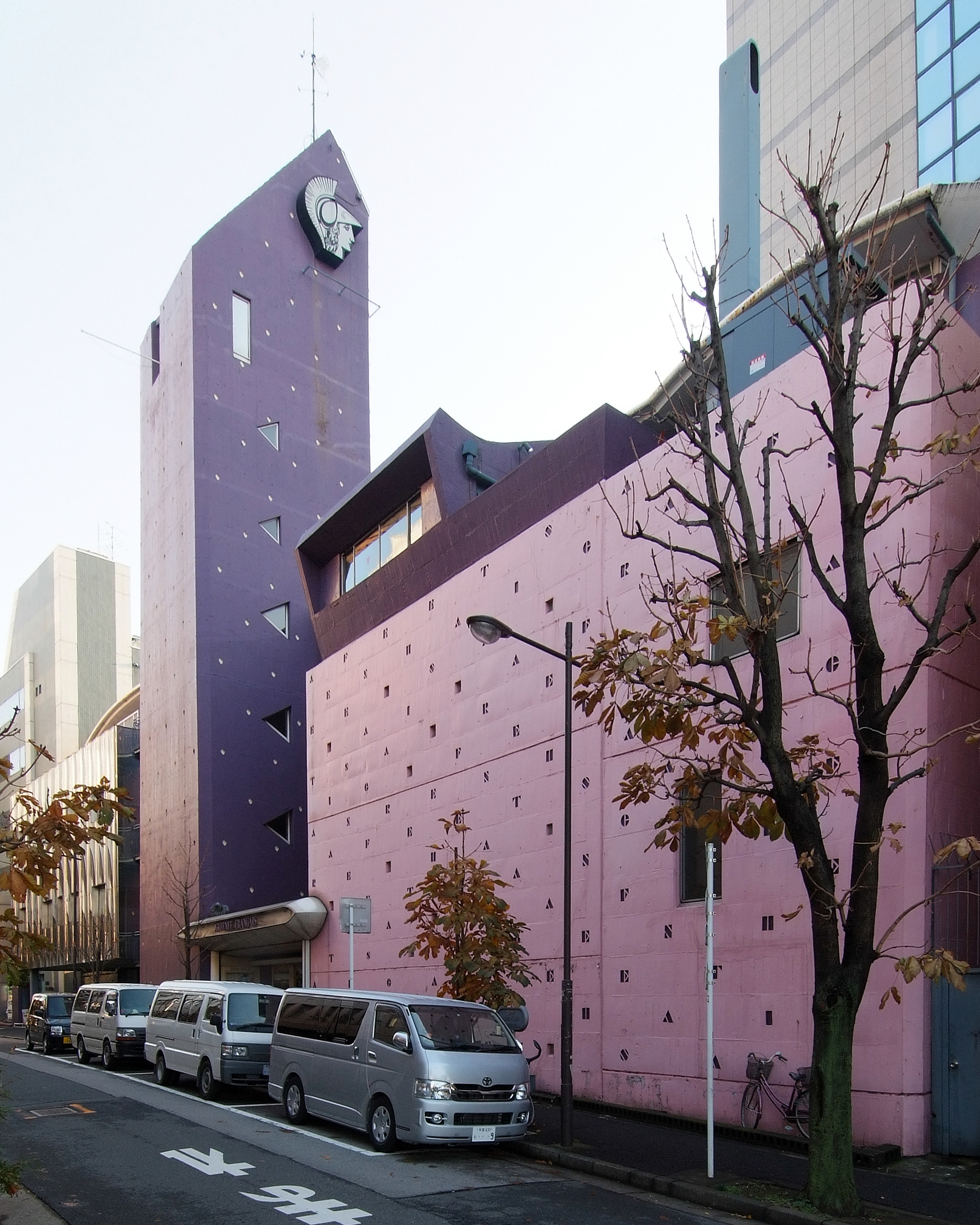
Athénée français, Tokyo, 1962

- 1956 : Pavillon japonais à la Biennale de Venise
- 1956 : Ura House, nr Kobe
- 1957 : Villa Cou Cou, Tokyo
- 1959 : Université Kaisei Gakuin, Nagasaki
- 1962 : Athénée français, Tokyo
- 1962 : Hôtel de ville de Gozu
- 1965 : Inter-University Seminar House, Hachioji, Tokyo

### Musée national d'art occidental, Tokyo

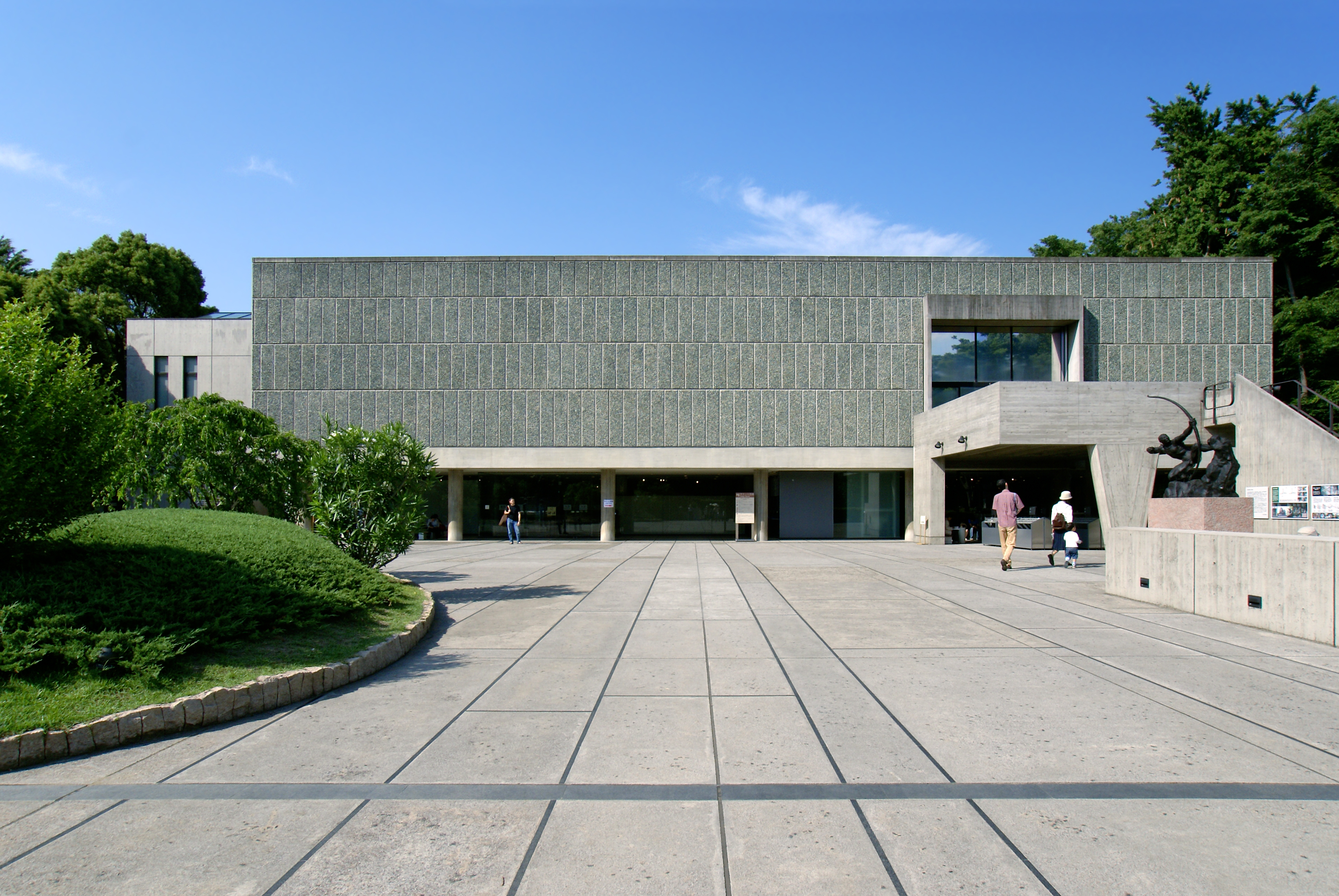
Musée national de l'art occidental à Tokyo, 1959, dessiné par Le Corbusier

L'unique bâtiment qu'a construit Le Corbusier au Japon est le musée national de l'art occidental situé à Tokyo. Kunio Maekawa, Junzō Sakakura et Yoshizaka, les trois apprentis japonais de Le Corbusier, sont responsables de l’exécution des plans et de la supervision de la construction. Le principe d'utilisation architectes dits « locaux » pour mettre en œuvre ses conceptions s'avère si satisfaisant que Le Corbusier insiste pour qu'il en aille de même pour le Carpenter Center for the Visual Arts à Harvard

## Postérité
En 1971, Hiroyasu Higuchi, Reiko Tomita et Koichi Otake, trois membres de la pratique de Yoshizaka, le quittent pour former le cabinet d'architectes « Atelier Zo ». Une de ses élèves, Saito Yuko, écrit le livre La méthode de Yoshizaka sur la conception de la maison d'Ura Taro et crée son propre cabinet « Atelier site ». Le magazine japonais de design Casa Brutus le nomme l'un des maîtres modernes du Japon dans un récent numéro.

## Autres intérêts
Yoshizaka est un alpiniste passionné. Il rejoint le club d'alpinisme au lycée en 1935 et en 1960, mène une expédition au mont McKinley en Alaska.
Tandis qu'il vit à Paris, il apparaît comme extra dans le film  Sous le ciel de Paris de Julien Duvivier où il parcourt une scène à vélo le long de la Seine.